# 全国高等専門学校体育大会水泳競技
全国高等専門学校体育大会水泳競技（ぜんこくこうとうせんもんがっこうすいえいきょうぎ）とは、毎年8月に行われる高等専門学校（高専）の水泳競技を対象とした全国大会。全国高等専門学校連合会の水泳競技専門部と、日本水泳連盟が共催する。